# Осећање
Осећање (или емоција) је сложено психофизиолошко искуство стања ума одређеног бића, под унутрашњим и/или спољашњим утицајима. Осећање је афективни аспект свести који се испољава као један од основних психичких доживљаја радости, туге, пријатности и сл. Према усмерености и садржини, осећања могу бити: везана за чулно дражење, естетска, морална, везана за друге људе, везане за самооцену итд. Јачина осећања може да варира од сасвим слабог расположења одређене врсте до снажних афеката и необузданих страсти. Важну компоненту осећања чине органске (физиолошке) промене, од којих су посебно важне оне које су настале активирањем симпатичког дела аутономног нервног система. Већина истраживача сматра да су емоције део људског еволуционог наслеђа и да служе прилагођавању тако што доприносе општој свесности и олакшавају друштвене комуникације.